# Naji Marshall
Naji Maurice Marshall (ur. 24 stycznia 1998 w Atlantic City) – amerykański koszykarz, występujący na pozycji niskiego skrzydłowego, obecnie zawodnik New Orleans Pelicans.
W 2017 wystąpił w meczu wschodzących gwiazd Derby Classic.
7 maja 2021 zawarł umowę z New Orleans Pelicans do końca sezonu.

## Osiągnięcia
Stan na 8 maja 2021, na podstawie, o ile nie zaznaczono inaczej.
NCAA
- Uczestnik rozgrywek turnieju NCAA (2018)
- Mistrz sezonu regularnego Big East (2018)
- Zaliczony do:
  - I składu:
    - Big East (2020)
    - najlepszych pierwszorocznych zawodników Big East (2018)

  - II składu Big East (2019)
- Zawodnik kolejki Big East (31.12.2018, 25.02.2019)
- Najlepszy pierwszoroczny zawodnik kolejki Big East (15.01.2018, 29.01.2018, 19.02.2018, 26.02.2018)